# Derzhavin (cràter)
Derzhavin és un cràter d'impacte en el planeta Mercuri de 156 km de diàmetre. Porta el nom del poeta rus Gavriïl Derjavin (1743-1816), i el seu nom va ser aprovat per la Unió Astronòmica Internacional el 1979.